# 僕の瞳のマーチ
「僕の瞳のマーチ」（ぼくのひとみのマーチ）は、ピカソの通算12枚目のシングル。1992年7月12日にKitty Recordsからリリースされた。

## 背景
前作「月夜にダンス」から、約2年ぶりのリリース。
表題曲である「僕の瞳のマーチ」は、『EPSON '92』のCMソングに使用された。オリジナルアルバムに収録されておらず、1995年発売のベスト・アルバム『SHOPPING LIST』に初収録された。
カップリング曲の「a Piece of Love」は、劇場版『らんま1/2 決戦桃幻郷! 花嫁を奪りもどせ!!』の主題歌に使用された。表題曲同様、オリジナルアルバムに収録されておらず、アルバムとして初収録されたのは、同年にポニーキャニオンから発売されたサウンドトラック『らんま1/2 決戦桃幻郷! 花嫁を奪りもどせ!! 音楽編』である。

## 収録曲
| #  | タイトル            | 作詞                       | 作曲     |
| -- | ------------------- | -------------------------- | -------- |
| 1. | 「僕の瞳のマーチ」  | 辻畑鉄也 & CHIZURU・TEZUKA | ピカソ   |
| 2. | 「a Piece of Love」 | 並河祥太                   | 辻畑鉄也 |

## タイアップ
| # | 曲名                | タイアップ                                                                           |
| - | ------------------- | ------------------------------------------------------------------------------------ |
| 1 | 「僕の瞳のマーチ」  | EPSON '92 CM SONG                                                                    |
| 2 | 「a Piece of Love」 | 劇場用オリジナル長編アニメーション『らんま1/2 決戦桃幻郷! 花嫁を奪りもどせ!!』主題歌 |